# Hongwuyi Shuiku
Hongwuyi Shuiku (kinesiska: 红五一水库) är en reservoar i Kina. Den ligger i provinsen Fujian, i den sydöstra delen av landet, omkring 130 kilometer sydväst om provinshuvudstaden Fuzhou. Hongwuyi Shuiku ligger 297 meter över havet. Arean är 0,38 kvadratkilometer. I omgivningarna runt Hongwuyi Shuiku växer i huvudsak städsegrön lövskog. Den sträcker sig 1,1 kilometer i nord-sydlig riktning, och 1,0 kilometer i öst-västlig riktning.
Genomsnittlig årsnederbörd är 1 812 millimeter. Den regnigaste månaden är augusti, med i genomsnitt 329 mm nederbörd, och den torraste är oktober, med 13 mm nederbörd.